# Megalomyrmex
Megalomyrmex is een geslacht van vliesvleugelige insecten van de familie Mieren (Formicidae).

## Soorten
- M. acauna Brandão, 1990
- M. adamsae Longino, 2010
- M. ayri Brandão, 1990
- M. balzani Emery, 1894
- M. bidentatus Fernández & Baena, 1997
- M. bituberculatus (Fabricius, 1798)
- M. caete Brandão, 1990
- M. cuatiara Brandão, 1990
- M. cupecuara Brandão, 1990
- M. cyendyra Brandão, 1990
- M. drifti Kempf, 1961
- M. emeryi Forel, 1904
- M. foreli Emery, 1890
- M. glaesarius Kempf, 1970
- M. gnomus Kempf, 1970
- M. goeldii Forel, 1912
- M. iheringi Forel, 1911
- M. incisus Smith, M.R., 1947
- M. leoninus Forel, 1885
- M. miri Brandão, 1990
- M. modestus Emery, 1896
- M. mondabora Brandão, 1990
- M. mondaboroides Longino, 2010
- M. myops Santschi, 1925
- M. nocarina Longino, 2010
- M. pacova Brandão, 1990

- M. piriana Brandão, 1990
- M. poatan Brandão, 1990
- M. pusillus Forel, 1912
- M. reina Longino, 2010
- M. silvestrii Wheeler, W.M., 1909
- M. staudingeri Emery, 1890
- M. symmetochus Wheeler, W.M., 1925
- M. tasyba Brandão, 1990
- M. timbira Brandão, 1990
- M. wallacei Mann, 1916
- M. wettereri Brandão, 2003
- M. weyrauchi Kempf, 1970